# Charles Hayter

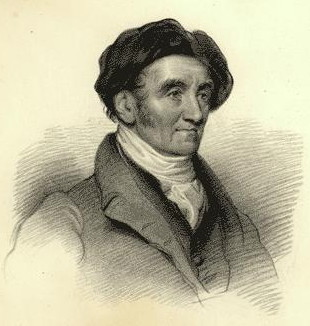
Charles Hayter, gemalt von seinem John (1811)

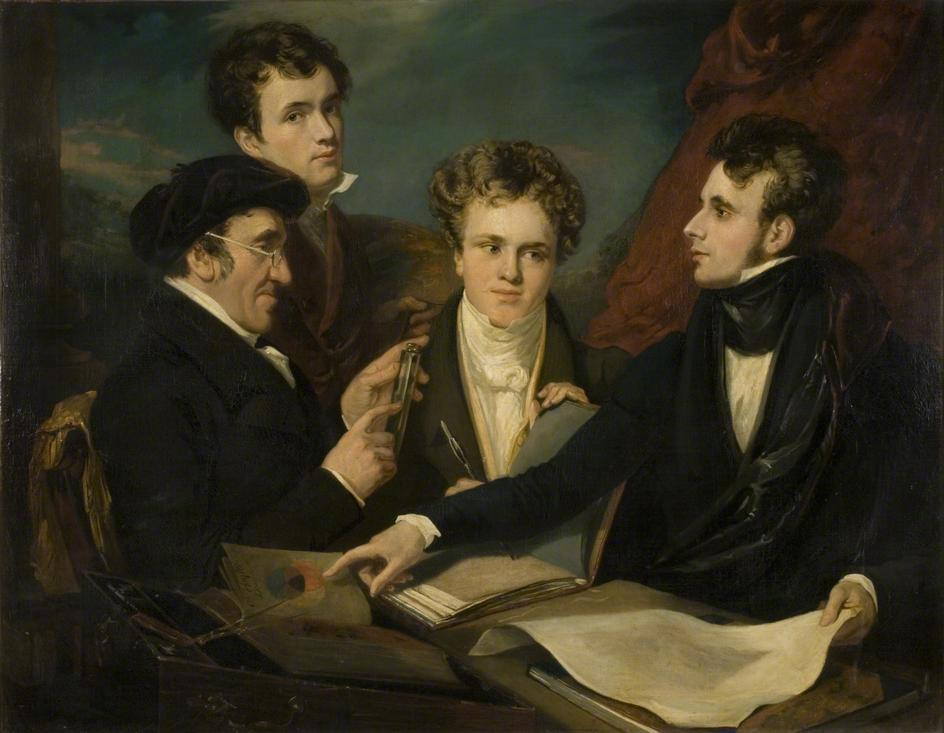
Eine Diskussion über Farbe, von John Hayter. V. l. n. r.: Charles Hayter, John Hayter, Edwin Landseer und George Hayter

Charles Hayter (* 24. Februar 1761 in London; † 1. Dezember 1835 ebenda) war ein englischer Maler.
Charles Hayter war der Sohn eines gleichnamigen Architekten (1728–1795) aus Twickenham und von dessen Frau Elizabeth Holmes. Zunächst lernte er bei seinem Vater, aber zeigte bald eine Vorliebe für das Zeichnen. Er malte kleine Bleistiftporträts, vor allem von Familienmitgliedern. Im Alter von 25 Jahren wurde er 1786 in die Royal Academy of Arts aufgenommen. Von diesem Zeitpunkt an arbeitete er als Maler von Porträt-Miniaturen in London, Essex und auch in Winchester. Zwischen 1786 und 1832 stellte er 113 Miniaturen aus, vornehmlich in der Royal Academy. Es ging ihm der Ruf voraus, dass seine Porträts große Ähnlichkeit mit den dargestellten Personen hatten.
1788 heiratete Hayter Martha Stevenson, das Paar bekam drei Kinder, zwei Söhne und eine Tochter, die alle Künstler wurden: George Hayter (1792–1871), John Hayter (1800–1895) und Anne Hayter, die ebenso wie ihr Vater Miniaturen malte, aber vermutlich 1830 im Alter von 16 Jahren starb.
Charles Hayter war eine anerkannte Autorität auf dem Gebiet der Perspektive, unterrichtete darin Prinzessin Charlotte, die Tochter von König Georg IV., und wurde zu ihrem Professor in Perspective and Drawing ernannt. Er widmete ihr sein Buch An Introduction to perspective, adapted to the capacities of youth, in a series of pleasing and familiar dialogues, das 1813 erstmals in London publiziert wurde. 1826 veröffentlichte er A New Practical Treatise on the Three Primitive Colours Assumed as a Perfect System of Rudimentary Information, in dem er beschrieb, wie man aus lediglich drei Farben alle Farben erzeugen kann.
Ein Album mit 443 Studien für Miniatur-Porträts befindet sich im Victoria and Albert Museum in London. Hayter notierte auf der Innenseite des Umschlags, dass er diese Entwürfe hinter das durchsichtige Elfenbein für die Miniaturen geklemmt habe, um die Linien nachzuzeichnen.